# Unione Calcio Sampdoria
Maillots
L'Unione Calcio Sampdoria, littéralement Union Football Sampdoria, abrégé en UC Sampdoria, couramment appelée Sampdoria, est un club de football italien fondé en 1946 et basé à Gênes en Ligurie.
Le club est créé par fusion des sections football de la SGC Sampierdarenese, du nom du quartier génois de Sampierdarena, et de la SG Andrea Doria, du nom du condottiere génois Andrea Doria. Le nom Sampdoria est un mot-valise reprenant la dénomination des deux clubs à l'origine de sa fondation. C'est une S.p.A., société par actions.
De la saison 2011-2012 à la saison 2022-2023, le club a évolué en Serie A.

## Histoire
Le club est fondé le 12 août 1946 de la fusion de la section football de deux clubs : l'« Andrea Doria » (fondé en 1895) et la « Sampierdarenese » (fondé en 1899) rebaptisée « Liguria » entre 1937 et 1944. Le club devient le rival du Genoa, l'autre club de la ville.
L'âge d'or de la "Samp" s'est sans conteste déroulée durant le milieu des années 80 jusqu'au milieu des années 90. Impulsé par l'incontournable duo Roberto Mancini - Gianluca Vialli, la Sampdoria remporte son premier Championnat d'Italie et quatre coupes d'Italie. Sur le plan européen, le club doit se contenter d'une victoire en Coupe des coupes 1990, échouant à la dernière marche en finale de Coupe des clubs champions 1992 face au FC Barcelone. En quelques années, la Sampdoria de Gênes se fait un nom au niveau italien et surtout européen, en construisant année après année une équipe solide et compétitive. Le départ de Gianluca Vialli vers la Juventus durant l'été 1992 marque la fin de l'heure de gloire de la Samp malgré une victoire en coupe d'Italie de football en 1994, dernier trophée remporté par le club.
Depuis 2014, le club est présidé par Massimo Ferrero.

### La Sampdoria de 1946 à 1979

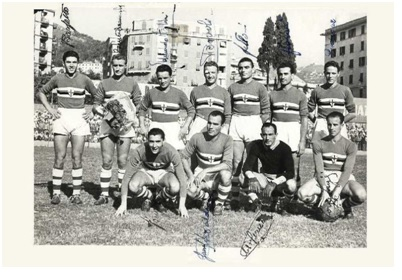
Le premier Sampdoria en 1946

### La Sampdoria de Paolo Mantovani (1979-1993)
En 1979, le club est racheté par Paolo Mantovani, un entrepreneur ayant fait fortune dans le pétrole. La Samp végète à cette époque en Serie B depuis deux ans. Le nouveau patron est ambitieux mais ne parvient pas immédiatement à faire remonter le club en Serie A. Celui-ci n'obtient en effet que la septième place en 1979-1980 et la cinquième l'année suivante. La troisième tentative est la bonne pour la Sampdoria qui finit à la deuxième place en 1981-1982, à un point du champion le Hellas Vérone. Après cinq ans en Serie B, le plus long passage de l'histoire du club loin de l'élite, la Sampdoria est donc de retour.
Pour se maintenir, le club fait signer deux joueurs renommés : le milieu de terrain irlandais Liam Brady (en provenance de la Juventus) et l'attaquant anglais Trevor Francis. Un troisième joueur important débarque à Gênes en 1982. Il n'a que 17 ans et va devenir un des meilleurs joueurs de l'histoire du club : l'emblématique attaquant Roberto Mancini, qui demeurera quinze ans chez les Blucerchiati. Grâce à ces renforts de poids, la saison 1982-1983 est très satisfaisante pour un promu avec une belle septième place.
En 1983, le club achète deux joueurs qui vont s'avérer déterminants. Le premier est un milieu de terrain de devoir du nom de Fausto Pari et le second un défenseur central, Pietro Vierchowod. Ce dernier sera si impressionnant à Gênes qu'il gagnera le surnom de tsar. Une autre arrivée est celle du gardien de but international italien de l'Inter Milan Ivano Bordon. Le futur joueur de la Juventus Roberto Galia débarque aussi à la Samp'. La saison 1983-1984 est dans la lignée de la précédente avec une sixième place en Serie A.
La construction de l'équipe se poursuit en 1984 avec la signature de Graeme Souness, le médian international écossais du Liverpool FC. Il remplace Liam Brady qui file à l'Inter. Un jeune défenseur du nom de Moreno Mannini arrive également : il va rester au club pendant quinze ans lui aussi. Mais la meilleure affaire de cette intersaison est le recrutement de l'attaquant de l'US Cremonese, Gianluca Vialli. La Sampdoria vient de mettre en place un duo d'attaquant qui fera son bonheur pendant huit ans Mancini-Vialli, surnommés en italien I Gemelli del Gol (les jumeaux du but) et parfois ironiquement pendant les périodes d'inefficacité combinée, I Gemelli non Gol (les jumeaux sans but). Ces arrivées permettent au club de poursuivre sa progression avec une quatrième place en championnat, à deux points seulement du deuxième, le Torino. L'événement de cette saison est pourtant la première participation du club à une finale de coupe. C'est en Coppa Italia face au Milan AC. La manche aller à San Siro se déroule parfaitement bien puisque les Génois s'imposent 1-0 sur un but de Graeme Souness à la 24e minute de jeu. Lors du match retour, la Sampdoria s'impose 2-1 grâce à des buts de Roberto Mancini et Gianluca Vialli. La Sampdoria remporte ainsi le premier trophée de son histoire.
Fort de ce succès, le club va donc retrouver la coupe d'Europe après plus de vingt ans d'absence. Lors du premier tour de cette coupe des vainqueurs de coupes 1986, la Samp' élimine les Grecs de l'AEL Larissa mais échoue en huitièmes de finale face au Benfica Lisbonne (défaite 2-0 à l'aller au Portugal et victoire 1-0 au retour). La saison 1985-1986 est assez paradoxale avec une onzième place en championnat très décevante comparée aux précédentes saisons. C'est encore en coupe d'Italie que la Sampdoria fait la meilleure impression en se hissant en finale pour la deuxième année consécutive. Elle s'incline cette fois-ci face à l'AS Rome (2-1 à l'aller et 0-2 au retour).
Le club doit donc réagir après cette saison 1985-1986 décevante. Graeme Souness quitte le club pour retourner en Écosse, aux Glasgow Rangers. Pour encadrer les jeunes promesses de l'effectif, le club engage deux nouveaux étrangers très expérimentés. L'international allemand (32 ans et plus de 70 sélections) Hans-Peter Briegel arrive du Hellas Vérone pour stabiliser la défense. Au milieu de terrain, Souness est remplacé par le Brésilien Toninho Cerezo (31 ans et plus de 50 sélections) de l'AS Rome, bourreau du club lors de la dernière finale de coupe d'Italie. Ayant participé aux coupes du monde 1978 et 1982, Toninho Cerezo n'a pas été retenu pour celle de 1986. Il doit se relancer et apporter une touche technique au milieu de terrain. Le club engage aussi cet été là un jeune gardien du nom de Gianluca Pagliuca. Changement aussi sur le banc où le club choisit de faire venir un homme d'expérience en la personne de Vujadin Boškov. Ancien joueur du club dans les années 60 et dernièrement entraineur du Real Madrid, il doit apporter quelque chose de nouveau aux Blucerchiati. Sur le terrain, l'équipe se comporte bien et finit cinquième à égalité avec le Milan AC. Les deux clubs jouent donc un match de barrage pour déterminer lequel des deux se qualifiera pour la coupe de l'UEFA : la Sampdoria le perd et sera donc privée d'Europe.
L'équipe se qualifie pour une troisième finale de coupe d'Italie en quatre éditions lors de la saison 1987-1988. C'est contre le Torino FC et la Samp' semble faire la différence dès le match aller en s'imposant 2-0 grâce à des buts de Hans-Peter Briegel et Gianluca Vialli. Le retour à Turin est finalement très laborieux puisque le score est de 0-2 à la fin du temps réglementaire. C'est en définitive Fausto Salsano qui donne la coupe à la Sampdoria en marquant à la 112e. Le club remporte donc sa deuxième coupe d'Italie. Cette stabilité de l'effectif et du club est aussi symbolisée par une bonne quatrième place en championnat. 1987-1988 est donc une saison très satisfaisante.
Il y a trois ans, le retour du club en coupe d'Europe s'était achevé face aux expérimentés Portugais de Benfica en huitièmes de finale. Le club espère faire mieux cette fois en coupe des vainqueurs de coupes. Lors du premier tour, il élimine les Suédois de l'IFK Norrköping (1-2 à l'aller et 2-0 au retour à Gênes) puis en huitièmes de finale le FC Carl Zeiss Iéna, représentant de la RDA (1-1 et 3-1). Le club participe donc pour la première fois de son histoire à un quart de finale continental. C'est face au Dinamo Bucarest de Mircea Lucescu et la double confrontation est serrée. Après un match nul 1-1 à Bucarest, les deux équipes font 0-0 au retour et les Génois se qualifient donc grâce à la règle des buts à l'extérieur. La demi-finale les oppose aux tenants du titre, le FC Malines. Les Belges s'imposent 2-1 à l'aller mais se voient infliger un sévère 3-0 au retour à Gênes. La Sampdoria gagne le droit d'affronter le FC Barcelone en finale à Berne. Les hommes de Johan Cruijff s'imposent 2-0 et la belle campagne européenne de la Sampdoria s'achève. La saison 1988-1989 ne se résume pas à la seule épopée européenne : il faut aussi signaler la signature en début de saison de l'international italien Giuseppe Dossena ou encore la prise de pouvoir dans les buts de Gianluca Pagliuca. En championnat, le club finit à la cinquième place. En coupe d'Italie, la Sampdoria parvient à conserver son trophée en finale face au SSC Naples de Diego Maradona. Les conditions n'étaient pourtant pas favorables avec une défaite à l'aller à Naples 1-0 et l'indisponibilité du stade de Gênes pour le retour. C'est donc à Crémone que la Sampdoria renversa la vapeur sur le score imposant de 4-0. 1988-1989 fut une saison chargée et pleine d'émotions.
Outre cette victoire en coupe d'Italie, le président Paolo Mantovani profite du voyage obligé à Crémone pour négocier un transfert avec l'US Cremonese. Cinq ans après l'arrivée de Gianluca Vialli, c'est le milieu droit Attilio Lombardo qui fait le chemin de Crémone à Gênes. Le club engage également le polyvalent Giovanni Invernizzi de Côme et le milieu international yougoslave Srečko Katanec du VfB Stuttgart. Ces arrivées permettent à la Sampdoria de finir à nouveau à la cinquième place du championnat, à un petit point du podium. En coupe des vainqueurs de coupes, le club élimine les Norvégiens du Brann Bergen en seizièmes de finale puis le Borussia Dortmund au tour suivant. En quart de finale, la Samp' vient à bout des Grasshopper Zurich d'Ottmar Hitzfeld et Alain Sutter. La demi-finale se joue face à l'AS Monaco d'Arsène Wenger. À l'aller en principauté, George Weah ouvre le score pour Monaco mais un doublé de Gianluca Vialli en trois minutes (75e et 78e) remet la Sampdoria en selle. Malgré l'égalisation en fin de match de Ramón Díaz, les Génois sont en position favorable avant le retour. À Gênes, Pietro Vierchowod et Attilio Lombardo permettent à la Sampdoria de s'imposer 2-0 et de se qualifier pour la finale pour la deuxième année consécutive. Sur la pelouse de l'Ullevi de Göteborg, les hommes du président Mantovani battent le RSC Anderlecht 2-0 après prolongation. C'est Gianluca Vialli qui inscrit les deux buts décisifs aux 105e et 107e minutes de jeu. C'est la première coupe d'Europe remportée par la Sampdoria.
Fort de ces succès, la Sampdoria de Paolo Mantovani, toujours entrainée par Vujadin Boskov et possédant un groupe de joueurs fidèles et de talent (Vialli, Mancini, Vierchowod, Lombardo, Pagliuca, Cerezo, etc.), entame la saison 1990-1991 avec ambition. L'effectif est en plus renforcé par l'international soviétique Alexeï Mikhaïlitchenko en provenance du Dynamo Kiev, ou encore l'attaquant de l'Udinese Marco Branca pour faire souffler de temps en temps le duo Vialli-Mancini. Cette saison va être celle de la consécration pour cette génération dorée de la Sampdoria.

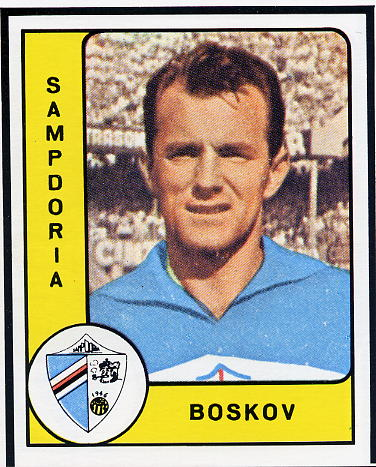
L'entraîneur serbe Vujadin Boškov permet à l'équipe de remporter son seul titre de Serie A en 1991.

Après de nombreuses places d'honneur le club remporte enfin le titre de champion d'Italie. Et de belle manière, en signant vingt succès et onze partages, tout en ne concédant que trois défaites. C'est contre les ténors de la Serie A que le club impressionne : champion d'Italie en 1987 et 1990, le SSC Naples de Diego Maradona est laminé deux fois sur le score de 4-1. Le Milan AC, champion en 1988, est battu lui aussi à deux reprises, 2-0 et 1-0. La Samp' obtient aussi deux victoires face à l'AS Rome ou encore un nul et une victoire face à la Juventus. Le plus sérieux rival de la Sampdoria est cependant l'Inter Milan de Giovanni Trapattoni, championne en 1989. La double confrontation est mémorable pour les supporters de la Sampdoria. À Gênes lors de la quatorzième journée, la Sampdoria s'impose 3-1 à l'issue d'un match serré. Vialli ouvre le score dans le premier quart d'heures mais Nicola Berti égalise en début de seconde période. Par la suite les deux équipes ont l'occasion de prendre l'avantage et c'est finalement la Sampdoria qui obtient la victoire grâce à Vialli et Mancini aux 82e et 86e minutes de jeu. Ce n'est toutefois rien en comparaison de ce qui attend les supporters au retour. Début mai, la Sampdoria est leader avec trois points d'avance sur l'Inter quand se profile le déplacement au Giuseppe-Meazza lors de la 31e journée. C'est donc une véritable finale pour le titre. Le match est tendu, l'Inter rentre mieux dans la partie et se procure quelques belles occasions mais dans les buts Pagliuca ne laisse rien passer. Jurgen Klinsmann croit même donner l'avantage aux Milanais mais son but est refusé pour une position de hors-jeu. Peu avant la demi-heure de jeu, Roberto Mancini et Giuseppe Bergomi se frictionnent dans la surface de réparation interiste et sont tous les deux expulsés. La mi-temps est donc atteinte sur le score de 0-0. À la 60e minute de jeu, la Sampdoria part en contre et Giuseppe Dossena ouvre le score en plaçant une frappe au ras du poteau de Walter Zenga, le gardien nerazzurro. Le match s'emballe alors. L'Inter doit à tout prix réagir. Elle le fait en obtenant un pénalty mais Pagliuca repousse la tentative du ballon d'or 1990 Lothar Matthäus. La Samp' est aussi toute proche du break mais Lombardo, dans un angle fermé après avoir dribblé le gardien, trouve le poteau. À un petit quart d'heure de la fin, Gianluca Vialli va marquer ce deuxième but et entériner la victoire des hommes de Mantovani. À trois journées de la fin, la route vers le titre s'est dégagée. Il sera définitivement acquis lors de la 33e journée avec une victoire à domicile 3-0 face à l'US Lecce. Le club peut fêter le premier titre de champion de son histoire. Dans les autres compétitions, le club s'incline en finale de supercoupe d'Europe 1990 face au Milan AC (match nul 1-1 à Gênes et défaite 1-3 à Milan). Tenante du titre en coupe des vainqueurs de coupes, la Samp' élimine le FC Kaiserslautern puis l'Olympiakos Le Pirée. Elle s'incline toutefois en quart de finale face aux Polonais du Legia Varsovie (0-1 et 2-2). La saison est longue puisque le club a l'occasion de faire le doublé coupe-championnat en affrontant l'AS Rome en finale de coupe d'Italie. La Sampdoria rate cette occasion en s'inclinant (défaite 1-3 à Rome et nul 1-1 eu retour à Gênes) et doit "se contenter" du seul titre de champion d'Italie. Les héros ont pour nom Vialli, Mancini, Vierchowod, Lombardo, Pagliuca, Cerezo, Mannini, Pellegrini, Lanna, Dossena, Pari, Katanec, Invernizzi, Mikhaïlitchenko, Branca, etc. Sans oublier le président Paolo Mantovani et l'entraineur Vujadin Boskov.
À la suite de ce titre de champion, le club participe pour la première fois à la Coupe des clubs champions. Dans cette optique il se renforce avec le milieu de terrain international brésilien Paulo Silas. Il aura la charge de remplacer le soviétique Mikhaïlitchenko parti aux Glasgow Rangers et Dossena qui rejoint Pérouse lors de l'automne 1991. Autre départ, celui de Luca Pellegrini au Hellas Vérone après onze années au service de la Sampdoria. Après une victoire en Supercoupe d'Italie face à l'AS Rome, l'équipe ne parvient pas à rééditer sa performance de la saison précédente en championnat en finissant à la sixième place. C'est en coupe d'Europe que les Génois vont se faire remarquer. Ils éliminent d'abord les Norvégiens de Rosenborg puis les Hongrois du Budapest Honvéd. Le club se qualifie donc pour la phase de poules, la première de l'histoire de cette compétition. Le tirage au sort place la Sampdoria dans le groupe A avec les tenants du titre de l'Étoile rouge de Belgrade, les champions de Grèce du Panathinaïkos et le RSC Anderlecht, champion de Belgique. Seul le premier du groupe sera qualifié pour la finale. La Sampdoria commence par se défaire des Yougoslaves à Gênes sur le score de 2-0. Elle fait ensuite match nul 0-0 à Athènes face au Panathinaïkos puis s'incline 3-2 sur la pelouse du RSC Anderlecht, après avoir mené deux fois au score. Elle se venge des Belges en s'imposant 2-0 lors la quatrième journée. Avec cinq points en quatre matchs contre six pour l'Étoile rouge, la Sampdoria doit donc jouer un match décisif à Belgrade. En cas de victoire à domicile, les Yougoslaves se qualifieraient pour la finale et la Samp' serait éliminée. L'Étoile rouge ouvre le score par l'intermédiaire de Siniša Mihajlović mais les Génois inversent la tendance et s'imposent finalement 1-3. La Sampdoria est désormais en position idéale pour accéder à la finale. La qualification sera entérinée grâce à un ultime partage face au Panathinaïkos. Le club va donc participer pour la troisième fois en quatre ans à une finale de coupe d'Europe. C'est à Wembley et face au FC Barcelone de Johan Cruijff comme il y a trois ans en coupe des vainqueurs de coupes. La Sampdoria se présente au complet à Londres. Le match est animé et les occasions multiples. Côté espagnol, Julio Salinas met Gianluca Pagliuca à contribution, Michael Laudrup laisse planer un danger constant et Hristo Stoichkov trouve le poteau en seconde période. Les joueurs de la Sampdoria ne sont pas en reste puisque Lombardo oblige le gardien barcelonais Andoni Zubizarreta à un bel arrêt. Mais les plus belles occasions de la Samp' sont pour Gianluca Vialli qui gâche trois face à face avec Zubizarreta. Le premier à la suite d'un bon arrêt du gardien, le deuxième en tirant à côté à moins de dix mètres du but à la suite d'un service de Lombardo et le dernier à la suite d'un très bon décalage de Roberto Mancini en envoyant une petite balle qui échoue au ras du poteau. Malgré les bonnes intentions des deux équipes, le score est donc toujours de 0-0 à la fin du temps réglementaire. C'est finalement le FC Barcelone qui ouvre le score à 111e minute sur un coup franc de Ronald Koeman. La Sampdoria ne reviendra pas et laisse passer l'occasion de remporter la plus prestigieuse des coupes d'Europe.
Avec cette finale perdue contre Barcelone, c'est la fin d'un cycle pour le Sampdoria et de nombreux changements sont opérés lors de l'été 1992. Sur le banc de touche tout d'abord où Vujadin Boskov quitte le poste d'entraineur qu'il occupait depuis six ans. Il est remplacé par l'entraineur suédois du Benfica Lisbonne Sven-Goran Eriksson. À 37 ans et après six ans à Gênes, Toninho Cerezo retourne finir sa carrière au Brésil. Fausto Pari file au SSC Naples après neuf ans au service du club, mais le départ le plus emblématique est celui de Gianluca Vialli à la Juventus pour une somme record à l'époque. Le duo que formaient Vialli et Mancini depuis 1984 est donc brisé. Côté arrivées le président Mantovani engage Michele Serena du Hellas Vérone, Eugenio Corini de la Juventus, l'international anglais Des Walker de Nottingham Forest et le milieu international yougoslave Vladimir Jugovic de l'Étoile rouge. Ce sont des bons joueurs mais Gianluca Vialli n'est pas véritablement remplacé et la Samp' va donc vivre une saison de transition en 1992-1993. Le club finit à la septième place et pour la première fois depuis 1987 ne se qualifie pas pour une finale de coupe.
À la suite de cette saison en demi-teinte, Des Walker retourne en Angleterre et un recrutement important est effectué. L'international anglais David Platt arrive de la Juventus et deux joueurs internationaux du Milan AC signent également. Le milieu de terrain italien Alberigo Evani et l'attaquant hollandais Ruud Gullit. Le club a profité de la fâcherie du ballon d'or 1987 avec son entraineur à Milan Fabio Capello pour engager un joueur de renommée mondiale. Avec lui la Samp' a enfin retrouvé un partenaire digne de ce nom pour jouer aux côtés de Roberto Mancini en attaque. Les hommes du président Mantovani peuvent donc aborder la saison 1993-1994 avec beaucoup d'ambitions.

### La Sampdoria d'Enrico Mantovani (1993-2002)
Le 14 octobre 1993, le président de la Sampdoria Paolo Mantovani décède. C'est son fils Enrico Mantovani qui lui succède. Cette soudaine disparition ne perturbe pas beaucoup l'équipe au cours de cette saison 1993-1994 puisque l'équipe atteint une bonne 3e place en Série A et remporte une nouvelle coupe d'Italie, la quatrième en moins de dix ans. Au cours de cette saison, Roberto Mancini a vraiment trouvé en Ruud Gullit un nouveau partenaire de grande qualité en attaque.
L'été 1994 est le premier géré par Enrico Mantovani. Ce n'est pas une intersaison facile puisque le club perd son gardien emblématique Gianluca Pagliuca qui file à l'Inter Milan et Ruud Gullit qui retourne au Milan AC à la suite de son excellent passage à Gênes. Pour remplacer Pagliuca, c'est Walter Zenga qui est engagé. C'est donc un véritable échange de gardien qui est opéré entre l'Inter et la Sampdoria. On peut aussi noter la signature du Yougoslave Siniša Mihajlović en provenance de l'AS Rome et de Riccardo Ferri en provenance de l'Inter. Cette saison 1994-1995 est un peu décevante en championnat avec une 8e place seulement. La Samp' bénéficie pourtant assez rapidement du retour de Ruud Gullit dont le second passage à Milan n'a pas été couronné de succès. C'est en Coupe des Coupes que la Sampdoria montre les plus belles choses. En quart de finale, elle élimine le FC Porto aux tirs au but après avoir perdu le match aller à domicile 0-1. C'est en demi-finale que le parcours s'arrête face à Arsenal. C'est aux tirs au but que cela se joue encore une fois après une défaite 3-2 à Londres et une victoire sur ce même score au retour à Gênes.
Nouvelle série de départs en 1995 de joueurs importants : David Platt retourne en Angleterre à Arsenal, Ruud Gullit signe à Chelsea tandis que Vladimir Jugovic, Pietro Vierchowod et Attilio Lombardo signent tous les trois à la Juventus. Au rayon des arrivées, on peut noter Christian Karembeu du FC Nantes et Clarence Seedorf de l'Ajax Amsterdam. La meilleure recrue s'avère pourtant être le jeune attaquant Enrico Chiesa qui revient d'un prêt à l'US Cremonese et inscrit 22 buts en 27 matchs lors de cette saison 1995-1996. L'équipe fait une saison quelconque ponctuée à la 8e place.
En 1996, Enrico Chiesa signe à Parme FC mais le club a à nouveau le nez creux en engageant Vincenzo Montella à sa place qui inscrit également 22 buts en championnat. Le club change de gardien de but avec l'arrivée de Fabrizio Ferron à la place de Walter Zenga. Au milieu de terrain Clarence Seedorf part au Real Madrid mais Juan Sebastián Verón arrive de Boca Juniors et Pierre Laigle du RC Lens. Cette saison 1996-1997, clôturée à la 6e place en championnat, est la dernière de Sven-Göran Eriksson sur le banc de touche mais aussi de l'emblématique Roberto Mancini. Ils quittent en effet Gênes pour l'ambitieuse Lazio du président Sergio Cragnotti.
Ces départs sont de vrais coups durs et la saison 1997-1998 est très compliquée avec pour la première fois depuis longtemps un changement d'entraineur en cours de route. C'est l'Argentin César Luis Menotti qui commence la saison avant que Vujadin Boskov ne fasse son retour au club. Pour remplacer Mancini, l'Allemand Jurgen Klinsmann ne fait qu'un passage éclair tout comme Giuseppe Signori. Christian Karembeu entame de son côté un bras de fer lors de l'été 1997 pour rejoindre le Real Madrid. Ce n'est que lors de l'automne 1997 que ce conflit sera résolu par un départ à Madrid après plusieurs mois de mise à l'écart.
Le club est sur une mauvaise pente avec des contraintes financières qui l'oblige à vendre ses meilleurs éléments tous les ans ou presque. 1998 n'échappe pas à la règle avec les départs de Juan Sebastián Verón et Siniša Mihajlović. Parmi les nouveaux venus, seul l'Argentin Ariel Ortega fait un peu vibrer les supporters. La saison 1998-1999 est un énorme échec avec une peu reluisante 16e place. Sur le banc se succèdent Luciano Spalletti, un duo David Platt-Giorgio Veneri puis à nouveau Luciano Spalletti. Après 17 ans en Serie A, le club redescend donc à l'échelon inférieur. Les succès de la fin des années 1980 et début 1990 paraissent bien loin.
Les joueurs majeurs quittent le club qui doit donc opérer une opération remontée sans Ariel Ortega, Vincenzo Montella, Moreno Mannini et Fabrizio Ferron. La seule bonne nouvelle est l'arrivée de Francesco Flachi, qui deviendra un joueur très important pendant de longues années. La Sampdoria est vraiment en grosse difficulté à la frontière des années 1990 et 2000 et ne parvient pas à remonter en Serie A. 5e en 1999-2000 et 2000-2001, le club finit à la 10e place en 2001-2002. Tout en restant propriétaire, Enrico Mantovani cède même la présidence les deux dernières années à Enzo Garufi puis Pietro Sgarlata. Le club est à la fin d'un cycle et d'une époque, celle des Mantovani.

### La Sampdoria de Riccardo Garrone (2002-2013)
Après 33 ans sous la direction de la famille Mantovani, le club change de propriétaire au printemps 2002. C'est le riche industriel Riccardo Garrone qui rachète le club. Ce dernier suivait de longue date le club dont il a été pendant très longtemps le sponsor maillot via sa firme pétrolière ERG. Après ces trois saisons de Serie B, il décide de réorganiser le club en profondeur pour parvenir à retrouver la Serie A. Il fait ainsi venir de l'Atalanta Bergame un nouveau directeur général en la personne de Giuseppe Marotta. Sur le banc de touche, c'est Walter Novellino qui est nommé.
Fort de cette nouvelle direction, le club opère un recrutement ambitieux à l'aube de la saison 2002-2003. La star locale Francesco Flachi est rejointe par des garçons expérimentés comme Sergio Volpi et Fabio Bazzani. Des jeunes prometteurs arrivent aussi comme Angelo Palombo et Maurizio Domizzi. Cette équipe va répondre aux attentes des dirigeants et supporters en terminant à la deuxième place de Serie B, obtenant ainsi son ticket pour l'élite.
Après quatre saisons de purgatoire, les attentes sont énormes pour le retour de la Sampdoria en Serie A. Pour y faire face, le club se renforce avec deux internationaux italiens, Cristian Zenoni et Cristiano Doni. Aimo Diana et Giulio Falcone rejoignent également le club. La saison est tout à fait satisfaisante puisque le promu finit à une honorable huitième place et n'a jamais été menacé par un retour instantané en Série B. La seule mauvaise nouvelle est la grave blessure de Fabio Bazzani en fin de saison. Il avait inscrit 13 buts en Serie A et venait de faire ses grands débuts en équipe d'Italie. Malheureusement pour lui et la Sampdoria, il ne retrouvera jamais son véritable niveau.
Lors de la saison 2004-2005, peu de changements en vue mais on peut signaler l'arrivée de Max Tonetto en provenance de Lecce. Il va s'imposer sur le côté gauche du milieu de terrain et pousser Cristiano Doni vers le banc puis à un départ en fin de saison. Pour le club, la saison est remarquable. Elle est conclue à la cinquième place après avoir lutté jusqu'à la dernière journée pour la quatrième place qualificative pour le tour préliminaire de la Ligue des champions. C'est donc en coupe de l'UEFA que la Samp va faire son retour en coupe d'Europe lors de la saison 2005-2006.
En trois ans, la Sampdoria du trio Garrone-Marotta-Novellino est donc passée de la Serie B à la coupe d'Europe et a retrouvé un rang plus conforme à son histoire en Serie A. Après ces succès rapides, le club va pourtant connaitre deux saisons anonymes en 2005-2006 et 2006-2007 finies respectivement en douzième et neuvième position. De ces deux exercices, on peut retenir le parcours sans saveur en coupe de l'UEFA 2005-2006 avec une élimination en phase de poule et les mésaventures des attaquants de la Samp'. Tout d'abord Emiliano Bonazzoli connait le même souci que Bazzani deux ans plus tôt. Il est très en forme lors de l'automne 2005 mais se blesse aussi gravement au genou. Enfin le contrôle positif à la cocaïne de Francesco Flachi en janvier 2007 frappe durement le club et les supporters. Il est suspendu deux saisons et quitte le club en juillet 2007 après neuf ans à Gênes et plus de 100 buts inscrits. Avec le départ d'un des chouchous des tifosis, c'est une page qui se tourne et après cinq années de collaboration, Walter Novellino quitte aussi le club lors de l'été 2007.
Le club doit donc entamer un nouveau cycle et c'est Walter Mazzarri qui est choisi au poste d'entraineur. Lors de cette intersaison, deux recrues dont les noms font frémir les supporters arrivent : Antonio Cassano et Vincenzo Montella. Le premier est prêté par le Real Madrid où il était en conflit ouvert avec le président Calderon et l'entraineur Fabio Capello. Il vient à Gênes pour se relancer. Le second est un ancien grand joueur de la Samp mais un peu sur le déclin, lui aussi en prêt via l'AS Rome. Si le retour de Montella s'avère finalement décevant (4 buts en 13 matchs seulement), l'arrivée de Cassano est une vraie réussite. Le club retrouve le haut de tableau en finissant à la sixième place et se qualifie pour la coupe de l'UEFA.
Le club perd son fidèle capitaine Sergio Volpi mais Antonio Cassano est définitivement transféré à Gênes lors de l'été 2008. Cette seconde saison de Walter Mazzari est décevante avec une treizième place en Serie A. Le club finit même pour la première fois depuis très longtemps derrière le rival du Genoa. Elle est tout juste sauvée par une belle performance en coupe de l'UEFA avec l'élimination du FC Séville et un beau parcours en coupe d'Italie. Le club s'incline en finale de cette dernière contre la Lazio après avoir éliminé l'Inter Milan en demi-finale. Ceci a été possible grâce à l'apport au mercato d'hiver d'un avant-centre comme Giampaolo Pazzini pour soutenir Cassano. Arrivé de la Fiorentina, il réalise six mois époustouflants avec 11 buts en 19 matchs de Série A.
Walter Mazzari quitte le club et c'est Luigi Delneri qui devient le troisième entraineur de la Sampdoria sous la présidence de Riccardo Garrone. Grâce au duo Pazzini-Cassano, au capitaine Palombo et tant d'autres, le club réussit une saison magnifique. Le club arrache la quatrième place qualificative pour la Ligue des champions au terme d'une victoire 1-0 sur Naples lors de la dernière journée. C'est une récompense pour une équipe qui a fini la saison invaincue à domicile et a battu le champion interiste (1-0 à Marassi), son dauphin l'AS Rome (2-1 à Rome) et le troisième le Milan AC (2-1 à Gênes).
Malgré cette performance, le club voit le départ de son entraineur Luigi Delneri pour la Juventus. Il est accompagné à Turin par le directeur général Giuseppe Marotta. Le 26 mai 2010 Domenico Di Carlo devient le nouvel entraîneur de la Sampdoria, s'engageant pour deux ans. L'année suivante, le club de la Sampdoria est relégué en Série B, terminant 18e de la série A.
Edoardo Garrone prend la suite de son père après son décès, le 21 janvier 2013.

## Palmarès
| Compétitions internationales | Compétitions nationales |
| - Ligue des champions - Finaliste en 1992. - Coupe des Coupes (1) - Vainqueur en 1990. - Finaliste en 1989. - Supercoupe d'Europe - Finaliste en 1990.       | - Série A (1) - Champion en 1991. - Coupe d'Italie (4) - Vainqueur en 1985, 1988, 1989 et 1994. - Finaliste en 1986, 1991 et 2009. - Supercoupe d'Italie (1) - Vainqueur en 1991. - Finaliste en 1988, 1989 et 1994. - Série B (1) - Champion en 1967. |
| Compétitions de jeunes | Tournois saisonniers |
| - Championnat Primavera (1) - Champion en 2008. - Coupe d'Italie Primavera (1) - Vainqueur en 2008. - Supercoupe d'Italie Primavera (1) - Vainqueur en 2008. | - Tournoi de Viareggio (4) - Vainqueur en 1950, 1958, 1963 et 1977. - Finaliste en 1951, 1955, 1986 et 2009. |

### Effectif professionnel actuel
Le premier tableau liste l'effectif professionnel de l'UC Sampdoria pour la saison 2023-2024. Le second recense les prêts effectués par le club lors de cette même saison.
En grisé, les sélections de joueurs internationaux chez les jeunes mais n'ayant jamais été appelés aux échelons supérieurs une fois l'âge-limite dépassé ou les joueurs ayant pris leur retraite internationale.

## Entraîneurs successifs
| Période   | Entraîneur                                                            |
| --------- | --------------------------------------------------------------------- |
| 1946-1947 | Giuseppe Galluzzi                                                     |
| 1947-1950 | Adolfo Baloncieri                                                     |
| 1950-1951 | Giuseppe Galluzzi puis Gipo Poggi et Alfredo Foni                     |
| 1951-1952 | Alfredo Foni                                                          |
| 1952-1953 | Gipo Poggi puis Ivo Fiorentini                                        |
| 1953-1954 | Paolo Tabanelli                                                       |
| 1954-1955 | Paolo Tabanelli et Lajos Czeizler                                     |
| 1955-1956 | Lajos Czeizler                                                        |
| 1956-1957 | Lajos Czeizler puis Pietro Rava puis Ugo Amoretti puis William Dodgin |
| 1957-1958 | William Dodgin puis Adolfo Baloncieri                                 |
| 1958-1961 | Eraldo Monzeglio                                                      |
| 1961-1962 | Eraldo Monzeglio puis Roberto Lerici                                  |
| 1962-1963 | Roberto Lerici puis Ernst Ocwirk                                      |
| 1963-1964 | Ernst Ocwirk                                                          |
| 1964-1965 | Ernst Ocwirk puis Giuseppe Baldini                                    |
| 1965-1966 | Giuseppe Baldini et Fulvio Bernardini                                 |
| 1966-1971 | Fulvio Bernardini                                                     |
| 1971-1973 | Heriberto Herrera                                                     |
| 1973-1974 | Guido Vincenzi                                                        |
| 1974-1975 | Giulio Corsini                                                        |
| 1975-1977 | Eugenio Bersellini                                                    |
| 1977-1978 | Giorgio Canali                                                        |
| 1978-1979 | Giorgio Canali puis Lamberto Giorgis                                  |
| 1979-1980 | Lamberto Giorgis puis Lauro Toneatto                                  |
| 1980-1981 | Enzo Riccomini                                                        |
| 1981-1982 | Enzo Riccomini puis Renzo Ulivieri                                    |
| 1982-1984 | Renzo Ulivieri                                                        |
| 1984-1986 | Eugenio Bersellini                                                    |
| 1986-1992 | Vujadin Boškov                                                        |
| 1992-1997 | Sven-Göran Eriksson                                                   |
| 1997-1998 | César Luis Menotti puis Vujadin Boškov                                |

| Période                   | Entraîneur                                                                  |
| ------------------------- | --------------------------------------------------------------------------- |
| 1998-1999                 | Luciano Spalletti puis David Platt et Giorgio Veneri puis Luciano Spalletti |
| 1999-2000                 | Giampiero Ventura                                                           |
| 2000-2001                 | Luigi Cagni                                                                 |
| 2001-2002                 | Luigi Cagni puis Gianfranco Bellotto                                        |
| 2002-2007                 | Walter Novellino                                                            |
| 2007-2009                 | Walter Mazzarri                                                             |
| 2009-2010                 | Luigi Delneri                                                               |
| 2010-2011                 | Domenico Di Carlo                                                           |
| 2011-nov. 2011            | Gianluca Atzori                                                             |
| nov. 2011-2012            | Giuseppe Iachini                                                            |
| 2012-déc.2012             | Ciro Ferrara                                                                |
| déc.2012 - nov. 2013      | Delio Rossi                                                                 |
| nov. 2013 - 2015          | Siniša Mihajlović                                                           |
| 2015 - nov. 2015          | Walter Zenga                                                                |
| nov. 2015- 2016           | Vincenzo Montella                                                           |
| juin.2016 - 2019          | Marco Giampaolo                                                             |
| déc. 2019- juin.2021      | Claudio Ranieri                                                             |
| juil. 2021 - jan. 2022    | Roberto D'Aversa                                                            |
| jan. 2022 - oct. 2022     | Marco Giampaolo                                                             |
| oct. 2022 - juin 2023     | Dejan Stanković                                                             |
| juin 2023 - août 2024     | Andrea Pirlo                                                                |
| août 2024 - décembre 2024 | Andrea Sottil                                                               |
| déc. 2024-avr. 2025       | Leonardo Semplici                                                           |
| avr. 2025-                | Alberico Evani                                                              |

## Présidents successifs
| Période   | Président              |
| --------- | ---------------------- |
| 1946      | Piero Sanguineti       |
| 1946-1948 | Amedeo Rissotto        |
| 1948-1953 | Aldo Parodi            |
| 1953-1961 | Alberto Ravano         |
| 1961-1965 | Glauco Lolli Ghetti    |
| 1965-1966 | Enrico De Franceschini |
| 1966-1968 | Arnaldo Salatti        |
| 1968-1973 | Mario Colantuoni       |
| 1973-1974 | Giulio Rolandi         |

| Période   | Président           |
| --------- | ------------------- |
| 1974-1977 | Glauco Lolli Ghetti |
| 1977-1979 | Edmondo Costa       |
| 1979-1993 | Paolo Mantovani     |
| 1993-2000 | Enrico Mantovani    |
| 2000-2002 | Enzo Garufi         |
| 2002      | Pietro Sgarlata     |
| 2002-2013 | Riccardo Garrone    |
| 2013-2014 | Edoardo Garrone     |
| 2014-2021 | Massimo Ferrero     |
| 2021-2024 | Marco Lanna         |
| 2024-     | Matteo Manfredi     |

## Joueurs emblématiques du passé
Cette section regroupe les principaux joueurs ayant marqués l'histoire de la Sampdoria. Le choix des joueurs évoqués ici provient essentiellement des résultats du vote organisé par le club en 2006 pour les soixante ans du club (lien ici). Pour avoir la liste complète des joueurs passés par la Sampdoria il faut voir la catégorie associée : Catégorie:Joueur de l'UC Sampdoria
Ayant connu ses plus belles heures entre 1985 et 1994 beaucoup de joueurs de cette période ont marqué l'histoire de la Sampdoria. En premier lieu se trouve le duo d'attaquants Gianluca Vialli-Roberto Mancini. Le premier a évolué à la Sampdoria de 1984 à 1992 et a marqué 141 buts en 326 matchs toutes compétitions confondues. Il a entre autres inscrit les deux buts de la victoire en finale de la coupe des vainqueurs de coupe en 1990. De son côté Mancini est le recordman du club de but marqués et de matchs disputés (173 buts en 566 matchs) entre 1982 et 1997. Il serait toutefois injuste de réduire la Sampdoria de cette époque à ces deux joueurs. Un des autres piliers de cette époque est le défenseur central Pietro Vierchowod qui a totalisé 358 matchs pour le club entre 1983 et 1995. L'ailier chauve Attilio Lombardo a animé le couloir droit du milieu de terrain entre 1989 et 1995. Dans les buts le jeune Gianluca Pagliuca s'est révélé entre 1988 et 1994 et a été tellement performant qu'il est devenu le gardien titulaire de l'équipe d'Italie. L'arrière latéral Moreno Mannini a joué pendant quinze ans à Gênes (1984-1999) et fut aussi international italien.
Certains internationaux italiens réputés sont venus à la Sampdoria en fin de carrière. On peut citer le gardien de but Walter Zenga, le défenseur Riccardo Ferri et les milieux de terrain Alberigo Evani et Giuseppe Dossena. D'autres joueurs italiens ont laissé une trace, par leur fidélité, même si ça ne leur valut pas une reconnaissance internationale : l'arrière latéral Luca Pellegrini, 11 saisons au club entre 1980 et 1991, le médian Fausto Pari (9 entre 1983 et 1992), Giovanni Invernizzi (8 entre 1989 et 1997), ... D'autres ont laissé une bonne image malgré un passage plus court : Amedeo Carboni, Roberto Galia, Marco Lanna, ...
Au cours de cette période plusieurs étrangers ont eu un rôle important : le milieu international brésilien Toninho Cerezo (1986-1992), le défenseur allemand Hans-Peter Briegel (1986-1988), le milieu Slovène Srečko Katanec (1989-1995), l'international anglais David Platt (1993-1995), Alexei Mikhailichenko (1990-1991), l'attaquant hollandais Ruud Gullit (1993-1995) ou encore le milieu de terrain yougoslave Vladimir Jugović. Dans la deuxième moitié des années 90 Siniša Mihajlović, Clarence Seedorf, Juan Sebastián Verón et Ariel Ortega ont également joué à la Samp'. Au début des années 80 les premières stars étrangères venaient du Royaume-Uni avec Liam Brady, Trevor Francis et Graeme Souness.
Dans les années 90, deux jeunes attaquants italiens se sont révélés au plus haut niveau à la Sampdoria : Enrico Chiesa et Vincenzo Montella. Au début de la décennie suivante, l'attaquant Francesco Flachi (1999-2007) a inscrit 107 en 250 matchs toute compétitions confondues. Le milieu défensif Sergio Volpi (2002-2008) a été pendant six ans le capitaine du club. D'autres joueurs ont par la suite également laissé un bon souvenir lors de leur court passage : Fabio Quagliarella, Christian Maggio, Fabio Bazzani, Max Tonetto, Giulio Falcone, Francesco Antonioli, Aimo Diana, Luca Castellazzi, Claudio Bellucci, ...
Plusieurs Français ont évolué à la Sampdoria (Alain Boghossian, Christian Karembeu, Pierre Laigle, Maryan Wisnieski, Oumar Dieng) mais aucun ne figure dans le classement donné pour le soixantième anniversaire. D'autres joueurs célèbres ont porté le maillot de la Samp' mais n'y ont pas vraiment réussi. On peut citer le champion du monde allemand Jürgen Klinsmann, le Camerounais François Omam-Biyik, l'Anglais Des Walker ou encore le triple meilleur buteur du championnat d'Italie Giuseppe Signori.
Dans les années 50,60 et 70 les stars se nommaient Todor Veselinović, Lennart Skoglund, Ernst Ocwirk, Vujadin Boskov (revenu plus tard comme entraineur), Marcello Lippi, Ernesto Cucchiaroni, Alviero Chiorri, Piero Battara, ...

## Supporters et rivalités

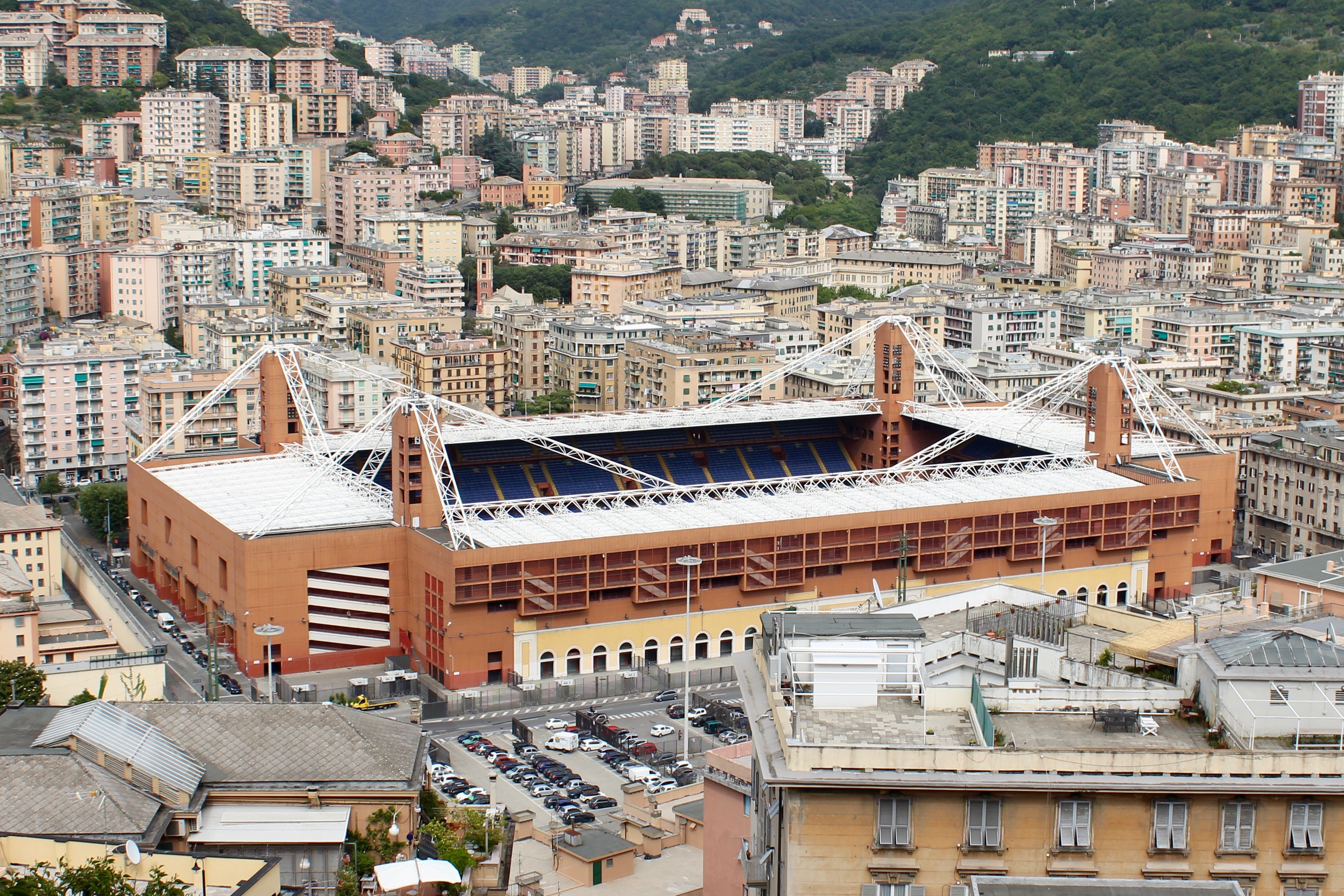
Le stade Luigi-Ferraris ou joue la Sampdoria

Les supporters de la Sampdoria proviennent principalement de la ville de Gênes. L'un de leurs groupes de supporters principal sont les Ultras Tito Cucchiaroni, nommés d'après le joueur argentin Ernesto Cucchiaroni, ancien ailier gauche de la Sampdoria, au début des années 60. Le groupe, lui, a été fondé en 1969, ce qui en fait l'un des plus anciens groupes d'ultras en Italie. Bien qu'ils se revendiquent appolitiques, des groupes moins importants comme les Rude Boys Sampdoria, sont de gauche. Ces supporters encouragent la Sampdoria depuis la Gradinata Sud, dans la tribune Sud du stade Stade Luigi-Ferraris . 
Le grand rival de la Sampdoria est l'autre club de la ville : l'équipe du Genoa Cricket and Football Club. Ces deux équipes se rencontrent lors du derby della Lanterna.

## Parcours en championnat
| Saison    | Division | Classement | Points | Journées | V  | N  | D  | B.M. | B.E. | Diff. |
| 1946-1947 | Serie A  | 10         | 36 pts | 38       | 14 | 8  | 16 | 56   | 52   | +4    |
| 1947-1948 | Serie A  | 14         | 36 pts | 40       | 13 | 10 | 17 | 68   | 63   | +5    |
| 1948-1949 | Serie A  | 5          | 41 pts | 38       | 16 | 9  | 13 | 74   | 63   | +11   |
| 1949-1950 | Serie A  | 13         | 33 pts | 38       | 13 | 7  | 18 | 62   | 70   | -8    |
| 1950-1951 | Serie A  | 12         | 33 pts | 38       | 12 | 9  | 17 | 51   | 76   | -25   |
| 1951-1952 | Serie A  | 7          | 41 pts | 38       | 16 | 9  | 13 | 48   | 40   | +8    |
| 1952-1953 | Serie A  | 10         | 31 pts | 34       | 9  | 13 | 12 | 37   | 43   | -6    |
| 1953-1954 | Serie A  | 8          | 34 pts | 34       | 11 | 12 | 11 | 38   | 40   | -2    |
| 1954-1955 | Serie A  | 9          | 34 pts | 34       | 11 | 12 | 11 | 54   | 44   | +10   |
| 1955-1956 | Serie A  | 6          | 35 pts | 34       | 12 | 11 | 11 | 51   | 54   | -3    |
| 1956-1957 | Serie A  | 5          | 35 pts | 34       | 12 | 11 | 11 | 59   | 56   | +3    |
| 1957-1958 | Serie A  | 12         | 30 pts | 34       | 9  | 12 | 13 | 54   | 62   | -8    |
| 1958-1959 | Serie A  | 5          | 38 pts | 34       | 15 | 8  | 11 | 50   | 44   | +6    |
| 1959-1960 | Serie A  | 8          | 35 pts | 34       | 11 | 13 | 10 | 41   | 46   | -5    |
| 1960-1961 | Serie A  | 4          | 41 pts | 34       | 17 | 7  | 10 | 54   | 51   | +3    |
| 1961-1962 | Serie A  | 10         | 30 pts | 34       | 9  | 12 | 13 | 32   | 40   | -8    |
| 1962-1963 | Serie A  | 11         | 30 pts | 34       | 11 | 8  | 15 | 41   | 50   | -9    |
| 1963-1964 | Serie A  | 15         | 27 pts | 34       | 10 | 7  | 17 | 38   | 50   | -12   |
| 1964-1965 | Serie A  | 14         | 29 pts | 34       | 9  | 11 | 14 | 19   | 30   | -11   |
| 1965-1966 | Serie A  | 16         | 27 pts | 34       | 9  | 9  | 16 | 27   | 47   | -20   |
| 1966-1967 | Serie B  | 1          | 54 pts | 38       | 20 | 14 | 4  | 47   | 19   | +28   |
| 1967-1968 | Serie A  | 10         | 27 pts | 30       | 6  | 15 | 9  | 27   | 34   | -7    |
| 1968-1969 | Serie A  | 12         | 23 pts | 30       | 5  | 13 | 12 | 21   | 27   | -6    |
| 1969-1970 | Serie A  | 13         | 24 pts | 30       | 6  | 12 | 12 | 22   | 37   | -15   |
| 1970-1971 | Serie A  | 12         | 25 pts | 30       | 6  | 13 | 11 | 30   | 34   | -4    |
| 1971-1972 | Serie A  | 8          | 28 pts | 30       | 8  | 12 | 10 | 23   | 28   | -5    |
| 1972-1973 | Serie A  | 11         | 24 pts | 30       | 5  | 14 | 11 | 16   | 25   | -9    |
| 1973-1974 | Serie A  | 13         | 20 pts | 30       | 5  | 13 | 12 | 27   | 34   | -7    |
| 1974-1975 | Serie A  | 12         | 24 pts | 30       | 4  | 16 | 10 | 21   | 35   | -14   |
| 1975-1976 | Serie A  | 11         | 24 pts | 30       | 8  | 8  | 14 | 21   | 32   | -11   |
| 1976-1977 | Serie A  | 14         | 24 pts | 30       | 6  | 12 | 12 | 28   | 42   | -14   |
| 1977-1978 | Serie B  | 8          | 38 pts | 38       | 12 | 14 | 12 | 41   | 37   | +4    |
| 1978-1979 | Serie B  | 9          | 36 pts | 38       | 9  | 18 | 11 | 37   | 39   | -2    |
| 1979-1980 | Serie B  | 7          | 41 pts | 38       | 10 | 21 | 7  | 33   | 27   | +6    |
| 1980-1981 | Serie B  | 5          | 43 pts | 38       | 11 | 21 | 6  | 39   | 33   | +6    |
| 1981-1982 | Serie B  | 2          | 47 pts | 38       | 17 | 13 | 8  | 41   | 25   | +16   |
| 1982-1983 | Serie A  | 7          | 31 pts | 30       | 8  | 15 | 7  | 31   | 30   | +1    |
| 1983-1984 | Serie A  | 6          | 32 pts | 30       | 12 | 8  | 10 | 36   | 30   | +6    |
| 1984-1985 | Serie A  | 4          | 37 pts | 30       | 12 | 13 | 5  | 36   | 21   | +15   |
| 1985-1986 | Serie A  | 11         | 27 pts | 30       | 8  | 11 | 11 | 27   | 25   | +2    |
| 1986-1987 | Serie A  | 6          | 35 pts | 30       | 13 | 9  | 8  | 37   | 21   | +16   |
| 1987-1988 | Serie A  | 4          | 37 pts | 30       | 13 | 11 | 6  | 41   | 30   | +11   |
| 1988-1989 | Serie A  | 5          | 39 pts | 34       | 14 | 11 | 9  | 43   | 25   | +18   |
| 1989-1990 | Serie A  | 5          | 43 pts | 34       | 16 | 11 | 7  | 46   | 26   | +20   |
| 1990-1991 | Serie A  | 1          | 51 pts | 34       | 20 | 11 | 3  | 57   | 24   | +33   |
| 1991-1992 | Serie A  | 6          | 38 pts | 34       | 11 | 16 | 7  | 38   | 31   | +7    |
| 1992-1993 | Serie A  | 7          | 36 pts | 34       | 12 | 12 | 10 | 50   | 48   | +2    |
| 1993-1994 | Serie A  | 3          | 44 pts | 34       | 18 | 8  | 8  | 64   | 39   | +25   |
| 1994-1995 | Serie A  | 8          | 50 pts | 34       | 13 | 11 | 10 | 51   | 37   | +14   |
| 1995-1996 | Serie A  | 8          | 52 pts | 34       | 14 | 10 | 10 | 59   | 47   | +12   |
| 1996-1997 | Serie A  | 6          | 53 pts | 34       | 14 | 11 | 9  | 60   | 46   | +14   |
| 1997-1998 | Serie A  | 8          | 48 pts | 34       | 13 | 9  | 12 | 52   | 55   | -3    |
| 1998-1999 | Serie A  | 16         | 37 pts | 34       | 9  | 10 | 15 | 38   | 55   | -17   |
| 1999-2000 | Serie B  | 5          | 62 pts | 38       | 17 | 11 | 10 | 45   | 40   | +5    |
| 2000-2001 | Serie B  | 5          | 64 pts | 38       | 16 | 16 | 6  | 60   | 38   | +22   |
| 2001-2002 | Serie B  | 10         | 48 pts | 38       | 12 | 12 | 14 | 42   | 46   | -4    |
| 2002-2003 | Serie B  | 2          | 67 pts | 38       | 17 | 16 | 5  | 53   | 31   | +22   |
| 2003-2004 | Serie A  | 8          | 46 pts | 34       | 11 | 13 | 10 | 40   | 42   | -2    |
| 2004-2005 | Serie A  | 5          | 61 pts | 38       | 17 | 10 | 11 | 42   | 29   | +13   |
| 2005-2006 | Serie A  | 12         | 41 pts | 38       | 10 | 11 | 17 | 47   | 51   | -4    |
| 2006-2007 | Serie A  | 9          | 49 pts | 38       | 13 | 10 | 15 | 44   | 48   | -4    |
| 2007-2008 | Serie A  | 6          | 60 pts | 38       | 17 | 9  | 12 | 56   | 46   | +10   |
| 2008-2009 | Serie A  | 13         | 46 pts | 38       | 11 | 13 | 14 | 49   | 52   | -3    |
| 2009-2010 | Serie A  | 4          | 67 pts | 38       | 19 | 10 | 9  | 49   | 41   | +8    |
| 2010-2011 | Serie A  | 18         | 36 pts | 38       | 8  | 12 | 18 | 33   | 49   | -16   |
| 2011-2012 | Serie B  | 6.         | 67 pts | 42       | 17 | 16 | 9  | 53   | 34   | +19   |
| 2012-2013 | Serie A  | 14         | 42 pts | 38       | 11 | 10 | 17 | 43   | 51   | -8    |
| 2013-2014 | Serie A  | 12         | 45 pts | 38       | 12 | 9  | 17 | 48   | 62   | -14   |
| 2014-2015 | Serie A  | 7          | 56 pts | 38       | 13 | 17 | 8  | 48   | 42   | +6    |
| 2015-2016 | Serie A  | 15         | 40 pts | 38       | 10 | 10 | 18 | 48   | 61   | -13   |
| 2016-2017 | Serie A  | 10         | 48 pts | 38       | 12 | 12 | 14 | 49   | 55   | -6    |
| 2017-2018 | Serie A  | 10         | 54 pts | 38       | 16 | 6  | 16 | 56   | 60   | -4    |
| 2018-2019 | Serie A  | 9          | 53 pts | 38       | 15 | 8  | 15 | 60   | 51   | +9    |
| 2019-2020 | Serie A  | 15         | 42 pts | 38       | 12 | 6  | 20 | 48   | 65   | -17   |
| 2020-2021 | Serie A  | 9          | 52 pts | 38       | 15 | 7  | 16 | 52   | 54   | -2    |
| 2021-2022 | Serie A  | 15         | 36 pts | 38       | 10 | 6  | 22 | 46   | 63   | -17   |